# Catha edulis
Il qāt (Catha edulis (Vahl) Endl., 1841), in arabo قات‎? che significa arbusto, è una pianta della famiglia delle Celastracee, originaria dell'Africa orientale e australe, ma diffusa anche nella penisola Arabica. È l'unica specie nota del genere Catha Forssk. ex Scop..
Le foglie di questa pianta contengono un alcaloide dall'azione stimolante, che causa stati di eccitazione e di euforia, provocando forme di dipendenza. Nel 1980, l'Organizzazione Mondiale della Sanità ha classificato il qat tra le droghe. La sua coltivazione e il suo uso sono molto diffusi nel territorio dello Yemen.

## Descrizione
Arbusto o piccolo albero a fogliame sempreverde, di altezza da 1 a 3 metri così come è correntemente coltivato, sia per le condizioni ambientali (suolo povero ed arido), che per comodità di raccolta.
In natura esemplari singoli, in ambiente favorevole, possono raggiungere altezze di 10 m, eccezionalmente fino a 18 m.
L'aspetto della pianta è simile, per consistenza e forma delle foglie, al corbezzolo; i rami terminali però sono lunghi, sottili e pendenti.
I getti di nuova vegetazione (foglie e steli) hanno colore rosato o rossastro.
La corteccia della pianta adulta è ruvida e grigiastra, anche notevolmente rugosa e fessurata nei tronchi di grande dimensione.

### Foglie
Lanceolate, opposte a margine dentellato, di colore verde lucido dorsalmente, verde pallido ventralmente, lunghezza circa 5–8 cm, coriacee, dapprima erette poi pendenti.

### Fiori
Molto piccoli e di colore bianco crema, tendenti al verdastro, sono a cinque petali, raccolti a gruppi, allocati all'ascella delle foglie alle estremità dei rami.

### Frutti
Capsule bruno-rossastre, trilobate, dimensione circa 10 mm, che in tardo autunno liberano i semi (3 per capsula) brevemente alati.

## Coltivazione
La pianta cresce sopra i 1500 metri di altitudine. È soprattutto coltivata in Yemen e nell'Africa orientale, specialmente nella zona degli altopiani dell'Etiopia e del Kenya.
La vegetazione ottimale si ha con collocazione a pieno sole e con temperature da 5 a 35 °C. Sopporta notevoli condizioni di aridità e cresce anche con suolo povero, sassoso o sabbioso, ma sempre assolutamente ben drenato. Sopporta temperature prossime allo zero centigrado.

## Usi
Il qāt è una sostanza di natura amfetaminica a spiccato effetto psicotropo, euforizzante e reprimente gli stimoli di fame e fatica; ha anche un notevole effetto analgesico.
La sostanza è di uso tipico dei Paesi arabi. Se ne ha notizia documentata dal XIV secolo, ed ha seguito la diffusione della cultura delle popolazioni arabe.
La parte della pianta da cui si estrae il principio attivo è costituita dalle foglie, che sono selezionate in funzione delle dimensioni; il prodotto migliore è ottenuto dalle foglie giovani ed integre (più morbide), seguono poi quelle più coriacee e di minore qualità.
Le foglie sono raccolte ed immediatamente distribuite, dato che l'effetto maggiormente rilevante si ha col consumo entro le 48 ore dalla raccolta. Ad ogni modo il consumo a 3-4 giorni dalla raccolta è ancora soddisfacente, e questo fatto, unito ai moderni mezzi di distribuzione e conservazione, ne permette la diffusione dai Paesi di produzione. È possibile l'utilizzo con foglie essiccate.
Il consumo si ha con la masticazione delle foglie.
L'effetto euforizzante si manifesta da una a tre ore dopo la masticazione.
La masticazione, e lo sputo dei materiali masticati, fanno parte del costume abituale delle popolazioni, soprattutto dello Yemen, dell'Arabia e dei Paesi del Corno d'Africa di tradizione araba. Il fatto è molto evidente e caratteristico all'osservazione di visitatori e turisti.

## Implicazioni politiche ed economiche
Nei Paesi dove l'uso è tradizionale, la masticazione del qāt è consentita; altri Stati formalmente tentano di controllarla, osteggiandone il consumo, soprattutto per i costi economici che ne derivano. Il consumo è peraltro assai diffuso, e le popolazioni interessate dedicano una parte non trascurabile della giornata a tale pratica.
Sopportando notevoli condizioni di aridità e crescendo bene anche con suolo povero, sassoso o sabbioso - poco adatto ai cereali da alimentazione o da foraggio - , il qāt viene estesamente coltivato, risultando spesso più proficuo di altre colture. Nei Paesi dove esiste produzione ed esportazione (per lo più dall'Africa orientale verso la penisola arabica), tale pianta costituisce un'importante e redditizia fonte di guadagno

## Implicazioni sanitarie
Il consumo del qat è evidenziato dalle deformazioni delle guance dei masticatori abituali, per effetto dell'attività masticatoria e della trattenuta del bolo.

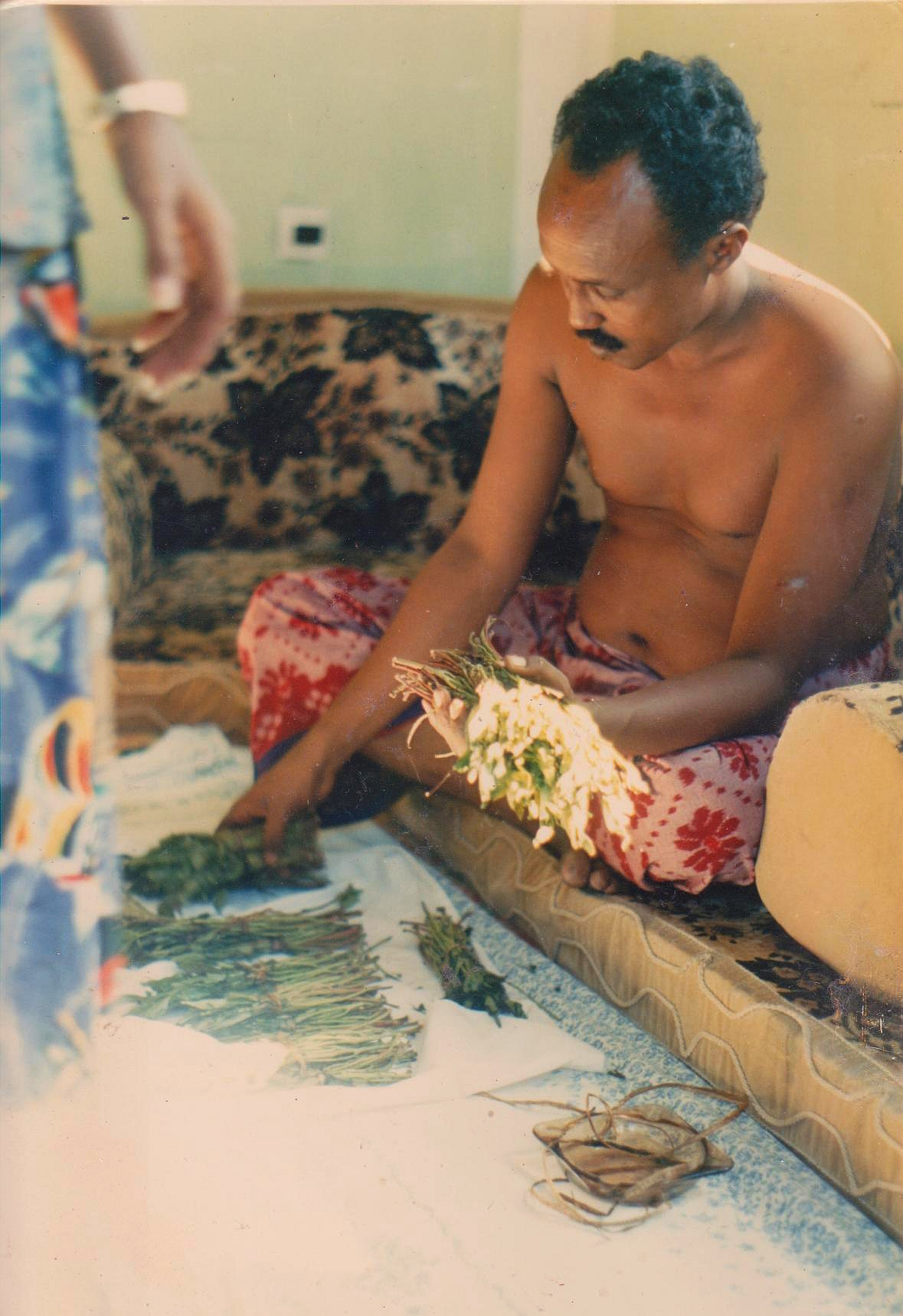
Un uomo somalo prepara il qat a Mogadiscio.

Nei consumatori abituali sono frequenti le abrasioni, peridontiti, ed ulcerazioni delle mucose interne della bocca, interessate dalla masticazione, dovute alla cronicizzazione degli stati infiammatori. Le foglie contengono infatti, oltre alla presenza benefica di piccole quantità di zuccheri, sali minerali e vitamina C, notevoli quantità di sostanza tanniche, irritanti, ed antinutrizionali.
La permanente sollecitazione irritante delle mucose boccali e del tessuto esofageo produce un aumento nella frequenza di carcinomi orali.
Il dimagrimento e le periodiche idratazioni e disidratazioni producono invecchiamento dei tessuti, che perdono elasticità, e in generale possono produrre debilitazione fisica.
La stessa diminuzione della assunzione di cibi, e la parallela assunzione di sostanze irritanti induce disturbi all'apparato gastrico, che possono produrre una maggiore incidenza a neoplasie.
Per gli effetti diretti della droga si notano un aumento delle patologie legate all'insonnia, perdita di appetito, ricorrenza di disturbi intestinali, alterazioni umorali (irritabilità) ed in qualche caso manifestazione di tratti depressivi.

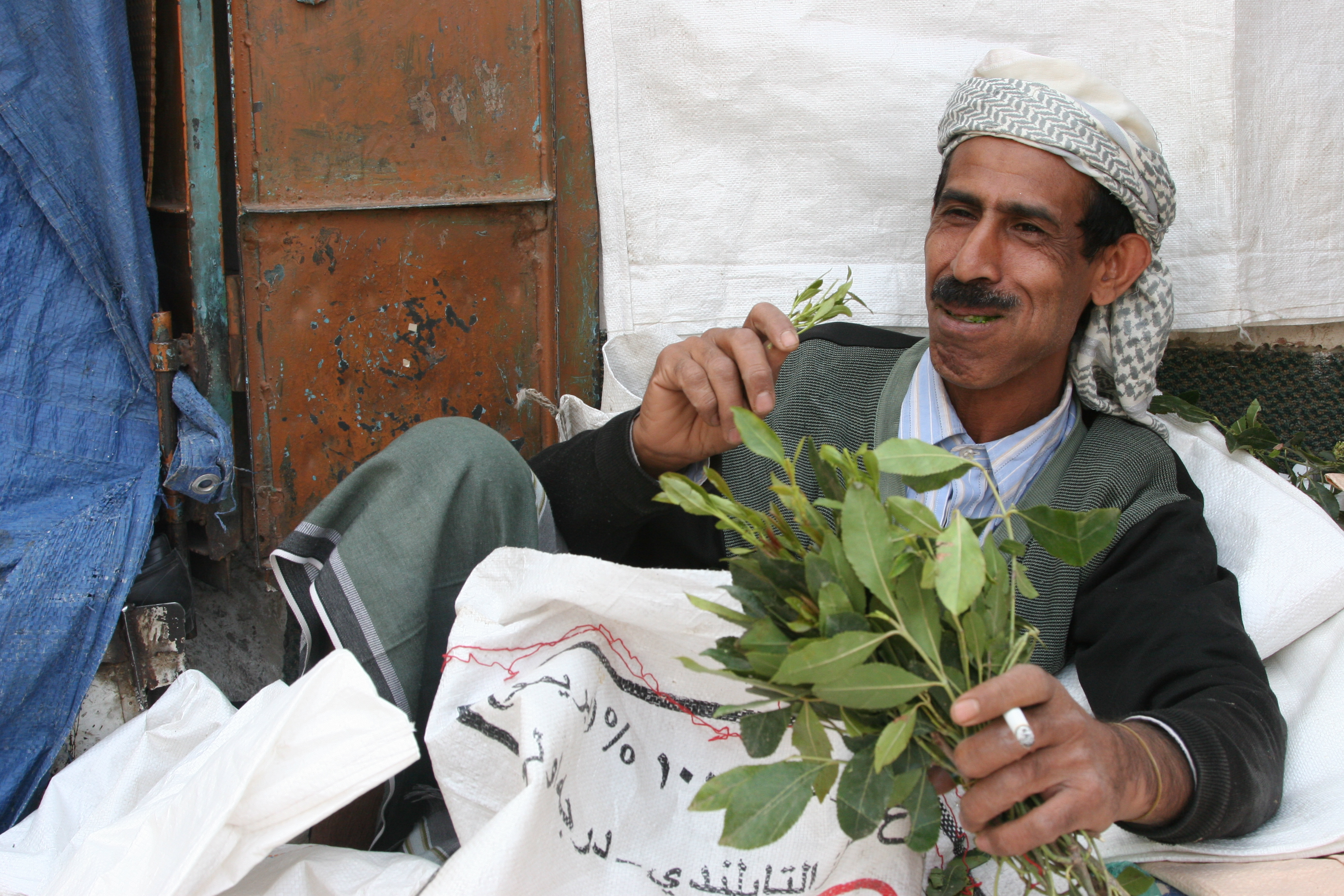
Un uomo mastica qat in Yemen

La riduzione di attitudine lavorativa, nei consumatori abituali di qat, oltre che dalla indisponibilità di tempo, è data anche dalla ridotta efficienza, derivata dalla riduzione dei tempi di percezione visiva e di velocità decisionale. L'effetto ottundente le capacità di attenzione e vigilanza può essere molto pericoloso, ad esempio, alla guida di automezzi, durante il pilotaggio di mezzi aerei e l'azionamento di macchinari.
Sono stati rilevati aumenti di casi di psicosi tossiche, paranoidee e maniacali, in consumatori cronici di qat, che si giustificano nella natura anfetaminica dei principi attivi.
Interessante è l'analisi statistica dello stato di assuefazione al consumo; in una popolazione con diffuso consumo di qat si è infatti notato, assegnando i valori da 0 a 15 per l'entità di assuefazione, che la media si attestava sul valore 4, mentre solo il 13% superava il valore 8 che è ritenuto limite di modesta assuefazione.
Tali dati provengono da studi effettuati in paesi occidentali di immigrazione, (soprattutto Inghilterra) che hanno consistenti popolazioni immigrate interessate dal fenomeno.
Viceversa nei paesi di origine il fenomeno, considerato più o meno come "normalità", sembra sia molto meno indagato.
Non è da escludere che gli effetti siano anche enfatizzati, nei Paesi di immigrazione, per l'accumulo con altri effetti di sofferenza psicologica (solitudine), che induce più frequentemente un uso disordinato del qat. Sono stati rilevati in animali di laboratorio, come avviene per le anfetamine, sia effetti mutageni che teratogeni.
Nella classifica di pericolosità delle varie droghe stilata dalla rivista medica The Lancet, il qat occupa il ventesimo posto.

## Principi attivi
I principi attivi sono delle catamine, composti fenilalchilaminici analoghi alle anfetamine: la catina ed il catinone.Dei due il catinone, che può arrivare ai due terzi delle fenilalchilamine, è senz'altro quello che svolge la massima attività psicotropa, ed è quello che qualifica l'efficacia della droga.
Altre fenilalchilamine minori sono state isolate in varietà particolari, arabe o africane.
Mentre la catina è escreta pressoché intatta per via renale, il catinone è trasformato in
(+)-norpseudoefedrina (catina), ed in (-)-norefedrina in rapporto 4 a 1, tali derivati restano rilevabili nel sangue per almeno nove ore prima di essere anche loro espulsi per via renale.
In casi di consumatrici di qat durante l'allattamento i prodotti di derivazione del catinone si sono rilevati sia nel latte della donna sia nelle urine del lattante